# Сухој Су-10
Сухој Су-10/(производ „Е“)  (рус. Сухой Су-10/(Изделие „Е")) је тактички бомбардер направљен у Совјетском Савезу непосредно после Другог светског рата (1947), и направљен је само један прототип.

## Пројектовање и развој
Налог за пројектовање бомбардера на млазни погон ОКБ Сухој је добио 26. фебруара 1946. године. Захтев је био да користи 4 турбо млазна мотора Љуљка ТР-1А или 6 турбо млазна мотора Тумански РД-10 (мотори који су тада били расположиви или у развоју). Два прототипа авиона су направљена у току 1947. године један за статичко испитивање, а други за тестирање у лету. Као помоћ у полетању авион је могао да користи 4 ракетна бустера У-5.
Намена авион је била тактички бомбардер са следећим тактичко техничким захтевима: Брзина 800 до 850 km/h; долет 1.200 km; плафон лета 11.000 m; максимална носивост 2.000 kg бомби; наоружање 4 топа калибра 20 mm.

### Технички опис
Авион Су-10 је четворомоторни висококрилац потпуно металне конструкције на млазни погон. Конструкција трупа је полу-монокок од дуралуминијума и челика високе чврстоће. Труп је био веома простран тако да је у њега могло без проблема да стане 4.000 kg бомби. Крило је конзолно, трапезастог облика са благо закошеном нападном ивицом и заобљеним завршетком. Било је постављено управно на труп на коме се налазе 4 млазна мотора (било је планирано два мотора али тада Совјети нису имали тако снажне моторе па су били принуђени да уграде 4 мотора) по два (удвојена) на свако крило. Мотори Љуљка ТР-1 од 12,7 kN потиска су били тако постављени да је један мотор био испод, а други изнад крила. Репна крила су била са косом нападном ивицом тако да авион по свом облику подсећа на авион Су-9 само много већих димензија. Авион је био четворосед посада се састојала од пилота, навигатора, стрелца-радиооператера и стрелца механичара. Авион је био наоружан са пет топова Б-20Е калибра 20 мм. Један топ је био смештен у кљуну авиона два на горњој површини трупа иза леђа пилота, а два топа су била смештена на репу авиона. Стајни трап је увлачећи, система трицикл са предњом (носном) ногом и удвојеним точковима, која се у току лета увлачила у труп авиона и две основне ноге испод крила авиона са по једним точком које су се у току лета увлачиле у крила авиона. Ракетни мотори су били стандардна опција (бустер У-5 је имао 5,75 kN потиска) налазили су се по два са сваке стране трупа и могли су да раде 8 секунди, знатно су скраћивали полетни пут и време полетања.

## Наоружање
| Наоружање авиона: Сухој Су-10  |                   |
| Ватрено (стрељачко) наоружање  |                   |
| Топ                            |                   |
| Број и ознака топа             | 5 х Б-20Е Березин |
| Калибар                        | 20                |
| Митраљез                       |                   |
| Бомбардерско наоружање (бомбе) |                   |
| Укупна маса                    | од 1.000 до 4.000 |
| Ракетно наоружање (ракете)     |                   |

## Оперативно коришћење
Прототип авиона Су-10 је направљен у Авио заводу 134 из Москве 1947. године. Пошто тестирање у ваздуху није задовољио на основу одлуке Министарства ваздухопловне индустрије авион је пребачен у МАИ- Московски Авиациони Институт где служи као наставно средство при школовању ваздухопловних ижењера.

## Земље које су користиле овај авион
- СССР